# Шимонович, Ян Якуб
Ян Якуб Шимонович (Симонович) (пол. Jan Jakub Symonowicz; 29 декабря 1740, Каменец-Подольский — 3 октября 1816, Львов, Австрийская империя) — священнослужитель, архиепископ львовский армянской католической церкви (1801—1816).

## Биография
Родился в семье армянина. Крещён в Каменец-Подольском. Окончил класс риторики в Каменец-Подольском иезуитском коллегиуме, в сентябре 1758 приехал во Львов, и в том же году поступил на учёбу в Папский коллегиум театинцев во Львове (Collegium Pontificii Leopoliensis). После шести лет изучения философии и теологии 11 августа 1764 г. был рукоположен в сан священника «título missionis» (миссионера на восток). После окончания коллегиума театинцев был послал в варшавский коллегиум в Варшаве, для подготовки к служению апостольским нунцием. Кроме родного, был знаком с польским, латинским, немецким, французским и итальянским языками.
После возвращения во Львов, в течение 16 лет был проповедником армянского кафедрального собора, работал в консистории в качестве апостольского нотариуса. С 1783 г. — последний парафиальный священник армяно-католической церкви в Луцке. С 1785 г. служил генеральный викарием армянского кафедрального собора при Архиепископе Якубе Валериане Тумановиче, был главой консистории, руководил Институтом убогих во Львове.
После смерти Архиепископа Якуба Валериана Тумановича в 1798 г. назначен Святым Престолом архиепископом латинским львовским армянского обряда. Из-за заточения и смерти папы Пия VI и австро-французской войны утверждение в должности состоялось лишь через 3 года — 1 марта 1801 года.
С 1800 читал лекции по теологии во Львовском университете, декан богословского факультета. Известный знаток истории армян в Польше. Помогал историку Т. Чацкому, в частности, предоставив ему документ от 1062 года легендарным русским князем Феодором Дмитриевич с приглашением армян на Русь.
Настойчиво ходатайствовал перед Римом, с просьбой о распространении своей юрисдикции в Российской империи, о создании с согласия российского правительства армяно-католической епархии в России. Святейший Престол в октябре 1803 г. отправил своему нунцию в Санкт-Петербург инструкции по созданию епископства армян-католиков в России, однако, дело по разным причинам не имело успешного результата. Шимонович сам обращался к российскому правительству
и императору Александру I с этой просьбой.
В 1810 г. назначен тайным советников австрийского императора Франца II.
Умер 3 октября 1816 г. и похоронен на Лычаковском кладбище во Львове.